# Центральний газопровід (Ізраїль)
Центральний газопровід (Ізраїль) – один з елементів газотранспортної мережі Ізраїлю, котрий забезпечує споживачів ряду районів на півдні центральної частини країни, а також сполучає хаб в Ашдоді з іншими газопроводами, які ведуть до промислових центрів пустелі Негев та сусідніх країн. 
У 2004-му році в Ізраїлі стартувала розробка офшорного газового родовища Марі-B, продукція якого почала надходити на береговий термінал у Ашдоді. Першим її споживачем стала місцева ТЕС Ешкол, а для переходу на це більш екологічне паливо підприємств з інших регіонів почали створювати газотранспортну систему країни. Однією з перших її ланок став Центральний газопровід довжиною 94 км, запущений в роботу у 2007-му році. Виконаний в діаметрі 600 мм, він був розрахований на робочий тиску у 7 МПа.  
Траса трубопроводу мала складну форму, внаслідок чого її довжина суттєво первищувала відстань між кінцевими пунктами. Так, від Ашдоду газопровід прямував на схід до району розв’язки Сорек, де починалось відгалуження на північ до Рамли. Водночас головна ділянка від Сореку повертала на південь до Кір’ят-Гату, в районі якого у 2009 році з’явилась можливість передачі ресурсу до Південного газопроводу. Нарешті, від Кір’ят-Гату трубопровід знов завертав на захід до узбережжя та виходив до Ашкелону. 
Така форма траси дозволила не лише подати ресурс до ряду промислових об’єктів, але й створила сполучення із єгипетською газотранспортною системою. На початку 2008-го до Ашкелону почав надходити газ, імпортований по трубопроводу від Ель-Аріша, що потягло за собою реверсування напрямку руху в Центральному газопроводі. Втім, вже у 2012-му через нестачу продукції для внутрішнього ринку Єгипет зупинив експорт. Як наслідок, з 2013-го джерелами для подачі ресурсу до Центрального газопроводу стали велике офшорне родовище Тамар (також під’єднане до приймального терміналу в Ашдоді) та імпортний зріджений природний газ, котрий надходив до Ашдоду по Офшорному газопроводу. В 2016-му створили перемичку між Офшорним та Центральним газопроводами, котра сполучає їх в обхід ашдодського хабу (проект Палмахім). Вона виконана в діаметрі 450 мм та має довжину 14 км.
У 2017-му в районі Рамли було створене з’єднання зі Східним газопроводом, котрий, так само як і Офшорний, з’єднує південні та північні райони країни. При цьому з 2020-го на північ Ізраїлю почав надходити природний газ із гігантського офшорного родовища Левіафан. Оскільки одним з головних напрямків його використання став експорт до Єгипту, почалось перекачування цього ресурсу через Центральний газопровід з наступною передачею у реверсований трубопровід між Ашкелоном та Ель-Арішем.
В 2019-му Центральний газопровід також почав подавати ресурс на вихідну точку Єрусалимського газопроводу, котра знаходиться на ділянці між Рамлою та розв’язкою Сорек.
Серед промислових об’єктів, які живить Центральний газопровід, можливо вказати на ТЕС Гезер та ТЕС Нешер (обидві в районі Рамли), теплові станції компаній IEC та Dalia в районі Тзафіту (між розв’язкою Сорек та Кір’ят-Гатом), ТЕС Дорад (Ашкелон).